# Karydomys
Karydomys là một chi chuột tiền sử hóa thạch ở vùng Á-Âu gồm các loài động vật gặm nhấm dạng chuột hamster và được xếp vào phân họ Democricetodontinae từ giai đoạn Langhian đến thời điểm khoảng giữa của thế Miocene.

## Các loài
Chi này gồm các loài sau đây:
- Karydomys boskosi, C.D. Theocharopoulos 2000, được tìm thấy ở Hi Lạp
- Karydomys debruijni, được tìm thấy ở Trung Quốc[1]
- Karydomys dzerzhinskii, Kordikova & De Bruijn, 2001, được tìm thấy ở Kazakhstan[2]
- Karydomys symeonidisi: Chưa rõ
- Karydomys wigharti, được tìm thấy tại Đức[3]
- Karydomys zapfei: Chưa rõ